# Roswita Königswieser
Roswita Königswieser (* 1943 in Wien) ist eine österreichische Supervisorin und Organisationsberaterin und Verfasserin zahlreicher Fachbücher.

## Werdegang
Königswieser stammt aus einer Familie mit sechs Kindern. Ihr Vater war Wirtschaftsanwalt und Unternehmer, ihre Mutter leitete ein Familienunternehmen. Sie besuchte für zwei Semester die Akademie der bildenden Künste Wien. Das Studium der Sozialwissenschaften schloss sie 1974 ab. Sie wurde zum Dr. phil promoviert. Nach einer  Ausbildung in Gruppendynamik ist Roswita Königswieser in der  systemischen Organisationsberatung tätig und entwickelte gemeinsam mit ihrem Team den Ansatz der Komplementärberatung. Ihre Kernkompetenz ist die Begleitung komplexer Veränderungsprozesse in Groß- und mittelständischen Unternehmen.
Sie stellte in zahlreichen Publikationen die systemische Beratung, ihre Methoden und ihre Werkzeuge vor. Sie macht darin anhand vieler Praxisbeispiele sichtbar, wie systemische Beratungsprojekte durchgeführt werden.

## Veröffentlichungen
- Roswita Königswieser/Martin Hillebrand: Einführung in die systemische Organisationsberatung, 5. Aufl., Heidelberg 2009, ISBN 3-896-70667-5; engl.: Roswita Königswieser/Martin Hillebrand: Systemic Consultancy in Organisations. Concepts – Tools – Innovations. In cooperation with Johann Ortner, Heidelberg 2005, ISBN 3-89670-499-0
- Roswita Königswieser/Alexander Exner: Systemische Intervention. Architekturen und Designs für Berater und Veränderungsmanager, 9. Aufl., Stuttgart 2008, ISBN 3-791-03016-7
- Roswita Königswieser/Ebru Sonuc/Jürgen Gebhardt: Komplementärberatung. Das Zusammenspiel von Fach- und Prozeß-Know-how, Stuttgart 2006, ISBN 3-608-94142-8
- Roswita Königswieser/Uwe Cichy/Gerhard Jochum: SIMsalabim, Stuttgart 2001, ISBN 3-608-94302-1
- Roswita Königswieser: Komplementärberatung. Wenn 1 plus 1 mehr als 2 macht, in: Revue für postheroisches Management 2/08, S. 26–39